# Carlo Reishammer

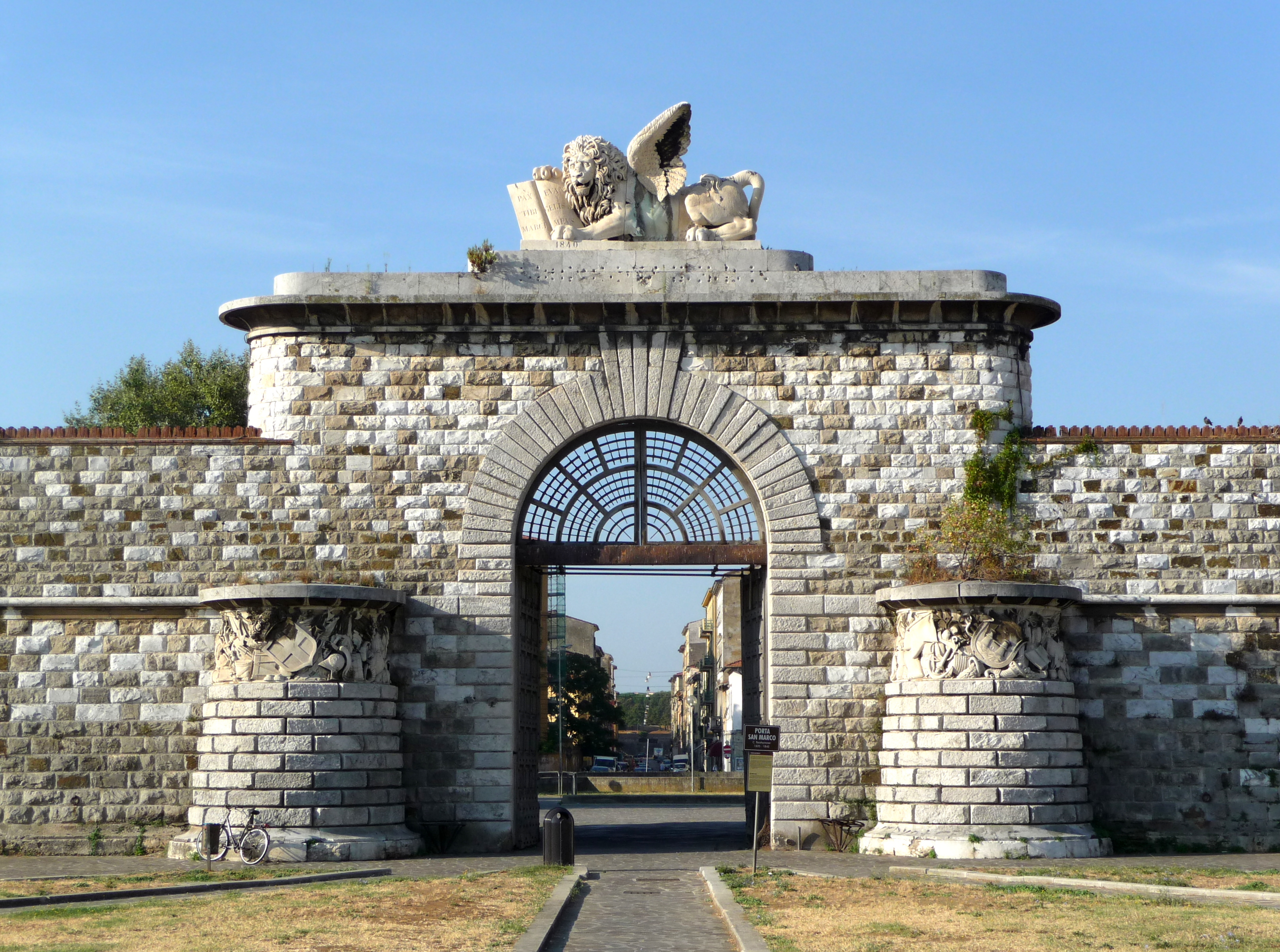
Porta San Marco, lungo la cinta daziaria di Livorno

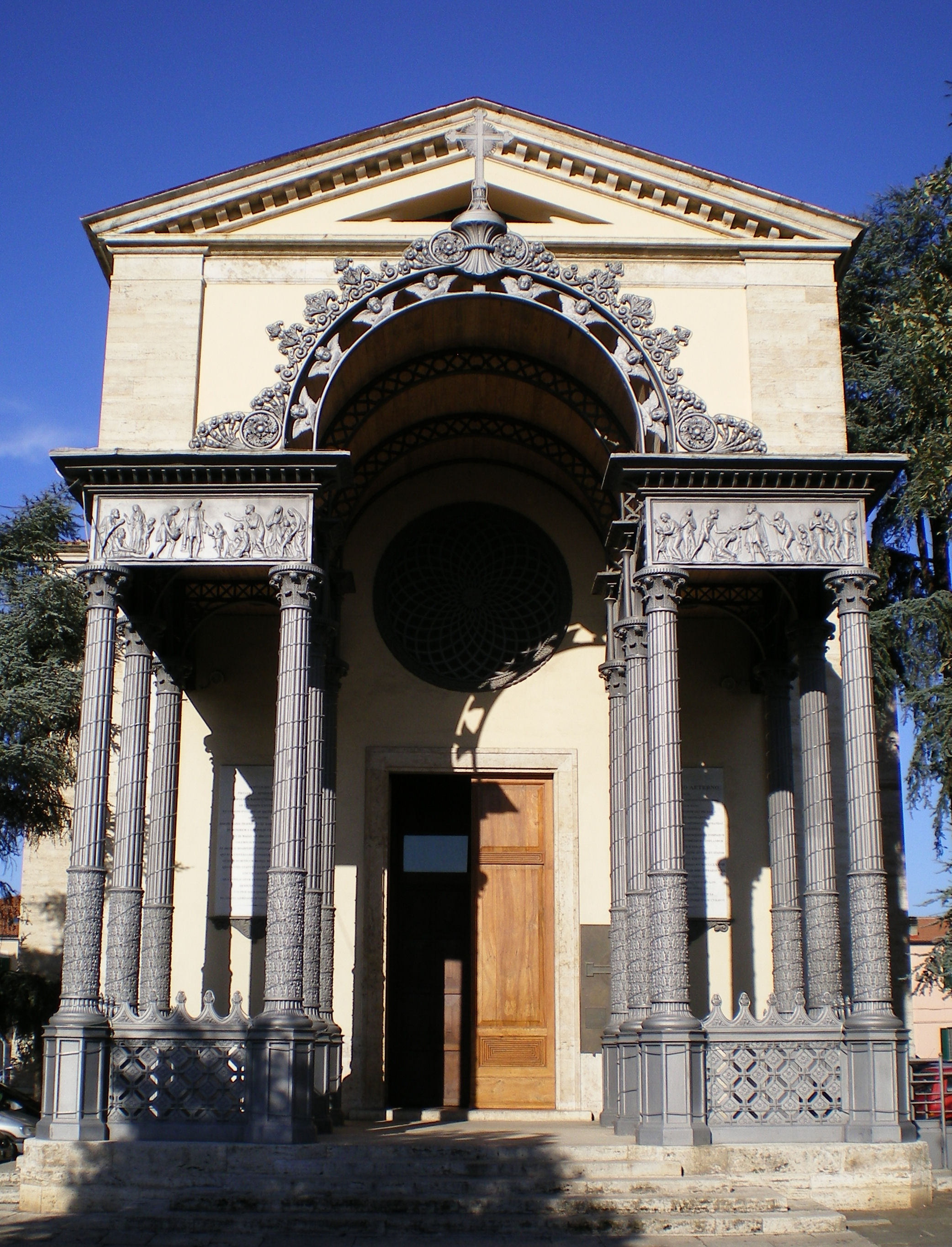
Chiesa di San Leopoldo, Follonica

Carlo Reishammer (Firenze, 4 aprile 1806 – Firenze, 4 ottobre 1883) è stato un architetto italiano, figlio di padre austriaco e madre italiana.

## Biografia
Dopo aver ricevuto una prima formazione in Svizzera, si trasferì a Roma e quindi concluse gli studi d'architettura presso l'Accademia di Belle Arti di Firenze, città nella quale, giovanissimo, lavorò alla sistemazione del Cimitero degli inglesi.
Nel 1834 sposò la figlia di Alessandro Manetti e iniziò a collaborare col suocero, direttore del “Corpo degli Ingegneri d'Acque e Strade”, per la progettazione della nuova cinta daziaria di Livorno, dove il Reishammer si occupò personalmente del disegno delle barriere e delle porte d'accesso (sopravvivono ancora integre la Porta San Marco e la Barriera Fiorentina).
Nelle soluzioni dei varchi labronici, che presentano analogie con quelli progettati da Claude-Nicolas Ledoux per la città di Parigi, applicò peraltro alcuni innovativi elementi in ghisa provenienti dalle fonderie di Follonica sia per scopi ornamentali che strutturali.
Proprio a Follonica, sempre in collaborazione con il suocero, a partire dal 1836 si dedicò alla realizzazione della chiesa di San Leopoldo, dove, accanto alla muratura tradizionale, accostò ancora alcune strutture in ghisa.
Nella stessa cittadina maremmana progettò il Cancello Magonale a chiusura della fonderia. Fu probabilmente anche uno dei progettisti degli "indicatori" stradali a colonna che caratterizzarono gli incroci delle vie di comunicazione toscane più frequentate dopo gli anni trenta del XIX secolo.
In collaborazione con Manetti si occupò anche di ponti sospesi progettando nel 1844, un vero capolavoro, di cui però restano solo i disegni nell'Archivio di Stato di Firenze: un ponte sospeso "a canapi di filo di ferro" sull'Ombrone maremmano "della luce di braccia 142" (circa 82 metri), che sembra anticipare il Liberty e che rappresenta il vertice di un iter progettuale iniziato con la costruzione del ponte sospeso a Poggio a Caiano.
Nel 1841, fu nominato commissario per il compimento della Ferrovia Leopolda tra Livorno e Firenze, sovrintendendo poi, a partire dal 1850, alla realizzazione di tutte le ferrovie del Granducato di Toscana fino al 1859.
Alla caduta del granduca, seguendo fedelmente il suocero Manetti, si ritirò quindi dall'attività pubblica, aprendo uno studio di progettazione privato, ma non si hanno notizie precise a riguardo di suoi ulteriori lavori.
La sua opera fu a lungo dimenticata, fino alla riscoperta critica negli ultimi decenni.